# Despina (satèl·lit)
Despina és un satèl·lit de Neptú, també anomenat Neptú V, és una monòtona lluna gelada entre moltes altres. El seu nom prové de la mitologia grega; com la majoria d'objectes astronòmics. Despina era una nimfa filla de Demèter i Posidó.
Despina, com molts altres satèl·lits de Neptú, per exemple Làrissa, té una superfície irregular, és a dir, no és esfèrica. Amb un diàmetre de poc més de 180 km, i uns −235.2 °C de temperatura mitjana, és el tercer satèl·lit de Neptú més proper al gegant gasós. Mostra una superfície amb abundants cràters, cosa que és signe d'activitat geològica nul·la. Molt probablement, es tracta d'una pila de residus còsmics d'altres antics satèl·lits de Neptú destrossats per haver travessat el límit de Roche, cosa que passarà amb Despina.
La seva òrbita és circular quasi-perfecte, només té una excentricitat de 0,00005. Té molt poca inclinació, tan sols 0,06 graus, cosa que causa que no hi hagi estacions, cosa que ocorre al contrari que a la Terra.
Aquest satèl·lit de Neptú va ser descobert per Stephen Synnott i el seu grup d'astrònoms, a través de la sonda espacial Voyager 2. Al principi se li va donar la designació provisional de S/1989 N 3, per posar-li el nom actual al setembre de 1991.